# G&S Flooring Premier League 2014
La G&S Flooring Premier League 2014 es la cuadragésimo tercera (43°) temporada de la G&S Flooring Premier League. La temporada comenzó el 18 de abril de 2014 y terminaron el 12 de setiembre de 2014. El  Spurs FC ganó la liga

## Clubes
| - Spurs FC - Celtic - Whalsay | - Delting - Whitedale - Petrofac | - Thistle - Scalloway - Ness United |

## Tabla de posiciones
Actualizado el 10 de mayo de 2015.
|    | Equipo      | PJ | PG | PE | PP | GF | GC | DG  | PTS |
| -- | ----------- | -- | -- | -- | -- | -- | -- | --- | --- |
| 1. | Spurs FC    | 16 | 12 | 2  | 2  | 46 | 12 | 34  | 38  |
| 2. | Celtic      | 16 | 9  | 3  | 4  | 41 | 25 | 16  | 30  |
| 3. | Whalsay     | 16 | 7  | 6  | 3  | 37 | 27 | 10  | 27  |
| 4. | Delting     | 16 | 8  | 3  | 5  | 27 | 22 | 5   | 27  |
| 5. | Whitedale   | 16 | 5  | 7  | 4  | 40 | 29 | 11  | 22  |
| 6. | Thistle     | 15 | 4  | 4  | 7  | 19 | 35 | -16 | 16  |
| 7. | Scalloway   | 16 | 4  | 2  | 10 | 38 | 52 | -14 | 14  |
| 8. | Ness United | 16 | 3  | 3  | 10 | 15 | 35 | -20 | 12  |
| 9. | Petrofac    | 15 | 2  | 4  | 9  | 27 | 53 | -26 | 10  |

Nota: el partido entre el Petrofac y el Thistle no se jugó

| Campeón Spurs FC 18° Título |